# マカド
マカド（Makhado）は、南アフリカ共和国リンポポ州ベンベ郡にある都市（B自治体）。中心地はルイス・トリハート（Louis Trichardt）。